# Afroneta immaculoides
Afroneta immaculoides là một loài nhện trong họ Linyphiidae.
Loài này thuộc chi Afroneta. Afroneta immaculoides được Merrett miêu tả năm 2004.